# Монастир Симонопетра
40°11′23″ пн. ш. 24°14′44″ сх. д. / 40.18972° пн. ш. 24.24556° сх. д.
Монастир Симонопетра (грец. Μονή Σιμωνόπετρα), або Монастир Симонос-Петрас (грец. Μονή Σίμωνος Πέτρας — Монастир «камінь Симона») — грецький чоловічий православний монастир на Святій горі Афон, займає в святогірській ієрархії тринадцяте місце. Розташований на південному узбережжі півострова Айон-Орос, між гаваню Дафні та монастирем Григорія, над стрімкою скелею.

## Історія
Монастир Симонопетра заснований в 1257 році святим Симоном, який врятувався тут у печері, дотепер збережений у своєму первісному вигляді. Інтенсивне будівництво монастиря відбулось у 14 столітті за сприяння Йована Углеша, сербського деспота, вдячного святому Симону за зцілення його дочки.
Головний храм обителі присвячений Різдву Христовому. Окрім соборного храму (католікону) діють паракліси: Успіння Пресвятої Богородиці, святих Архангелів, Георгія Побідоносця, Святителя Миколи Чудотворця, святої Марії Магдалини, святого Харалампія, святого апостола Іоанна Богослова; святого великомученика Димитрія Солунського, святого мученика Міни, преподобного Симона. Поза межами обителі діють ще 5 церков, які також відносяться до монастиря Симонопетра.

## Реліквії
Крім частини Животворящого Древа Хреста Господнього, у монастирі Симонопетра зберігаються мощі таких святих: частина лівої руки святої Марії Магдалини; частина руки преподобномученика Євдокії; частина руки святої великомучениці Варвари; стопа святого мученика Кирика; глава святого Павла сповідника; глава святого мученика Сергія; глава святого Модеста, патріарха Єрусалимського; частини мощей святого великомученика Пантелеймона, святого Іоанна Предтечі; святої мучениці Параскеви; святого Харалампія; святого Симеона Стовпника; святих безсребреників Косьми і Даміана; кров святого великомученика Димитрія Солунського; частина мощей святої Феодори Александрійської.
15 квітня 2010 року із подвірного монастиря святого Никодима Святогорця двоє зловмисників викрали дві з трьох часточок чесної глави преподобного Никодима. Проте 21 квітня 2010 року викрадач сам повернув реліквію та здався поліції, оскільки чотирикратно бачив уві сні святого Никодима.

## Настоятелі
- Еміліан (Вафідіс) (1974 — ††2000)
- Єлисей (з 2000)